# Die große Chance (1957)
Die große Chance ist ein deutscher Schlagerfilm von Hans Quest aus dem Jahr 1957. Er beruht auf einer Filmnovelle von Aldo von Pinelli. Die Hauptrollen sind mit Walter Giller, Gardy Granass, Michael Cramer und Wera Frydtberg besetzt.

## Handlung
Tagsüber arbeitet Walter Gerber an einer Tankstelle, um sein Maschinenbaustudium zu finanzieren. Abends tritt er als Trompeter im Jazzkeller der Heidelberger Jugend auf, sehr zum Unwillen seines Vaters, der seinen älteren Sohn an die „Hottentottenmusik“ verloren glaubt und dafür seinen jüngeren Sohn umso strenger erzieht. Walter steht regelmäßig auch im Konflikt mit seinem Chef, da seine Freunde ebenso regelmäßig anschreiben lassen. Als eine junge Frau ihr Portemonnaie vergessen hat, deswegen die Tankrechnung später bezahlen will und trotz Walters Aufforderung, den Wagen stehen zu lassen, einfach wegfährt, wird er von seinem Chef entlassen.
Es stellt sich heraus, dass die junge Frau Erika Hallersperg, die Schwester von Walters reichem Freund Manfred ist. Manfred liebt die Blumenverkäuferin Ruth, die seiner Mutter jedoch nicht standesgemäß erscheint. Walter und Erika werden nach kurzer Missstimmung ebenfalls ein Paar und treffen sich im Jazzkeller. Hier findet sich an einem Abend auch Kaplan Sommer ein. Die Jugendlichen treten ihm zunächst ablehnend gegenüber, glauben sie doch, dass er sie als „Halbstarke“ belehren, „bekehren“ oder für die Kirche „anwerben“ will. Es stellt sich jedoch heraus, dass Sommer ein musikalischer Mensch ist, der auch Jazz mag. Er beginnt mit den Jungen ein Spiritual einzustudieren. Als Walters Vater davon hört, ist er empört. Er beginnt eine Unterschriftenaktion mit dem Ziel, Sommer strafversetzen zu lassen. Als die Jugendlichen das erfahren, begeben sie sich persönlich zum Bischof und laden ihn zu einer geplanten Benefizveranstaltung ein, auf der Kaplan Sommer das Spiritual dirigieren soll.
Neben der Sorge um den Kaplan hat die Gruppe auch Liebessorgen. Bei einem Talentwettbewerb trägt Ruth auf Drängen ihrer Freunde ein von Manfred für sie geschriebenes Lied vor und bekommt einen Plattenvertrag angeboten. Aus Liebe zu Manfred lehnt sie dieses Angebot ab, doch zeigt Manfreds Mutter ihr wenig später deutlich, dass sie eine Beziehung Ruths zu Manfred nie akzeptieren würde. Ruth reist nun überstürzt nach Hamburg ab, wo sie zum Plattenstar wird. Walter wiederum, der bei einer Jazzsession von Albert Nicholas gehört wird und von ihm die Chance erhält, mit ihm in Amerika zu arbeiten, entscheidet sich auf Rat von Kaplan Sommer für sein Studium. Er wird Musik nur als Hobby pflegen. Als Walters Vater hört, dass Kaplan Sommer seinen Sohn auf die „richtige Bahn“ gelenkt hat, sammelt er nun Unterschriften für Sommers Verbleib in Heidelberg.
Die große Benefizveranstaltung findet trotzdem statt. Da es zunächst so aussieht, als werde die angekündigte Ruth nicht erscheinen, gelingt es den Jungs zum ersten Mal, den talentierten Freddy als Sänger auf die Bühne zu holen. Hinter der Bühne verloben sich Walter und Erika, deren verständnisvoller Vater nichts gegen unstandesgemäße Beziehungen seiner Kinder hat. Schließlich erscheint Ruth und singt vor dem versammelten Publikum den Schlager, den Manfred einst für sie geschrieben hat – und versöhnt auch Manfreds gestrenge Mutter mit der Wahl ihres Sohnes.

## Produktion, DVD
Die Dreharbeiten fanden vom 24. Juni bis zum 4. August 1957 in Heidelberg statt. Für die Filmbauten waren F.-Dieter Bartels und Helmut Nentwig verantwortlich. Die Standfotos schoss Michael Marszalek. Die große Chance erlebte am 26. September 1957 im Kölner Capitol seine Uraufführung. In Dänemark wurde er am 14. April 1958 unter dem Titel Den store chance veröffentlicht.
Im Film sind verschiedene Schlager zu hören. Es war Freddy Quinns erster Musikfilm. Er singt Ein armer Mulero und Einmal in Tampico. Die Liedertexte stammen von Aldo von Pinelli und Peter Moesser.
Zu hören sind zudem Renée Franke, die Gardy Granass’ Gesang doubelt, Klarinettist Albert Nicholas, das Orchester Armand Gordon, das RIAS-Tanzorchester und seine Combo, Horst Wende mit seinen Solisten, die Sunnies, das Cornel-Trio, Cornelis op den Zieken und der Waldow-Favre-Chor, der das Spiritual singt.
Erstmals erschien der Film am 28. November 2002 auf DVD, Anbieter: e-m-s. Warner Home Video gab ihn innerhalb der Reihe „Deutsche Filmklassiker“ am 1. Juli 2005 auf DVD heraus.

## Kritik
Das Lexikon des Internationalen Films schrieb: „Der oberflächliche Film dünkt sich modern, zeitnah und unterhaltsam – nichts davon trifft zu.“
film.at hingegen war der Ansicht, dass dieser „unterhaltsame deutsche Schlagerfilm“ in „vielerlei Hinsicht die Atmosphäre und den Zeitgeist der 50er Jahre“ widerspiegele.
Cinema sprach von einem „angestaubten Lustspiel“ und einem Film der „unter Fans des 50er-Jahre-Liedgutes“  eine „gewisse Berühmtheit“ besitze, „denn Schlagerstar Freddy Quinn gibt hier in einer Nebenrolle sein Kinodebüt“. Das Fazit lautete: „Chance vertan: Jazz-Posse ohne Pep“.